# Охремчук Кирило Олександрович
Кирило Олександрвочи Охремучук — молодший сержант ЗСУ, учасник російсько-української війни.

## Життєпис
Народився в Криму.
Вранці 24 лютого 2022 року вже був у військкоматі.
Воював у Сєверодонецьку, Лисичанську, Бахмуті, в Авдіївці.
Мав звання молодший сержант. Мріяв визволити рідний Крим, заїхати на півострів на броні трофейного танка Т-90.

## Нагороди
- Почесний нагрудний знак «Золотий хрест»
- Орден За мужність III ступеня[5]